# Quest (film, 1996)
Pour les articles homonymes, voir Quest.
Pour plus de détails, voir Fiche technique et Distribution.
Quest est un court métrage d'animation en volume allemand réalisé par Tyron Montgomery (de) et sorti en 1996. Il est récompensé dans de nombreux festivals, et remporte un Oscar du meilleur court métrage d'animation en 1997.

## Synopsis
Un bonhomme de sable quitte le monde où il vit, et traverse des mondes faits de différentes matières, papier, fer, pierre, à la recherche de l'eau.

## Fiche technique
- Titre : Quest
- Réalisation : Tyron Montgomery (de)
- Technique : stop motion
- Producteur : Thomas Stellmach (en)
- Musique : Wolfram Spyra
- Durée : 12 minutes
- Date de sortie : avril 1996

## Distinctions
- 1997 : Oscar du meilleur court métrage d'animation
- Meilleur court métrage d'animation au Festival international du film de Chicago
- Prix du jury au Festival international du court métrage de Clermont-Ferrand